# Valtatie 23

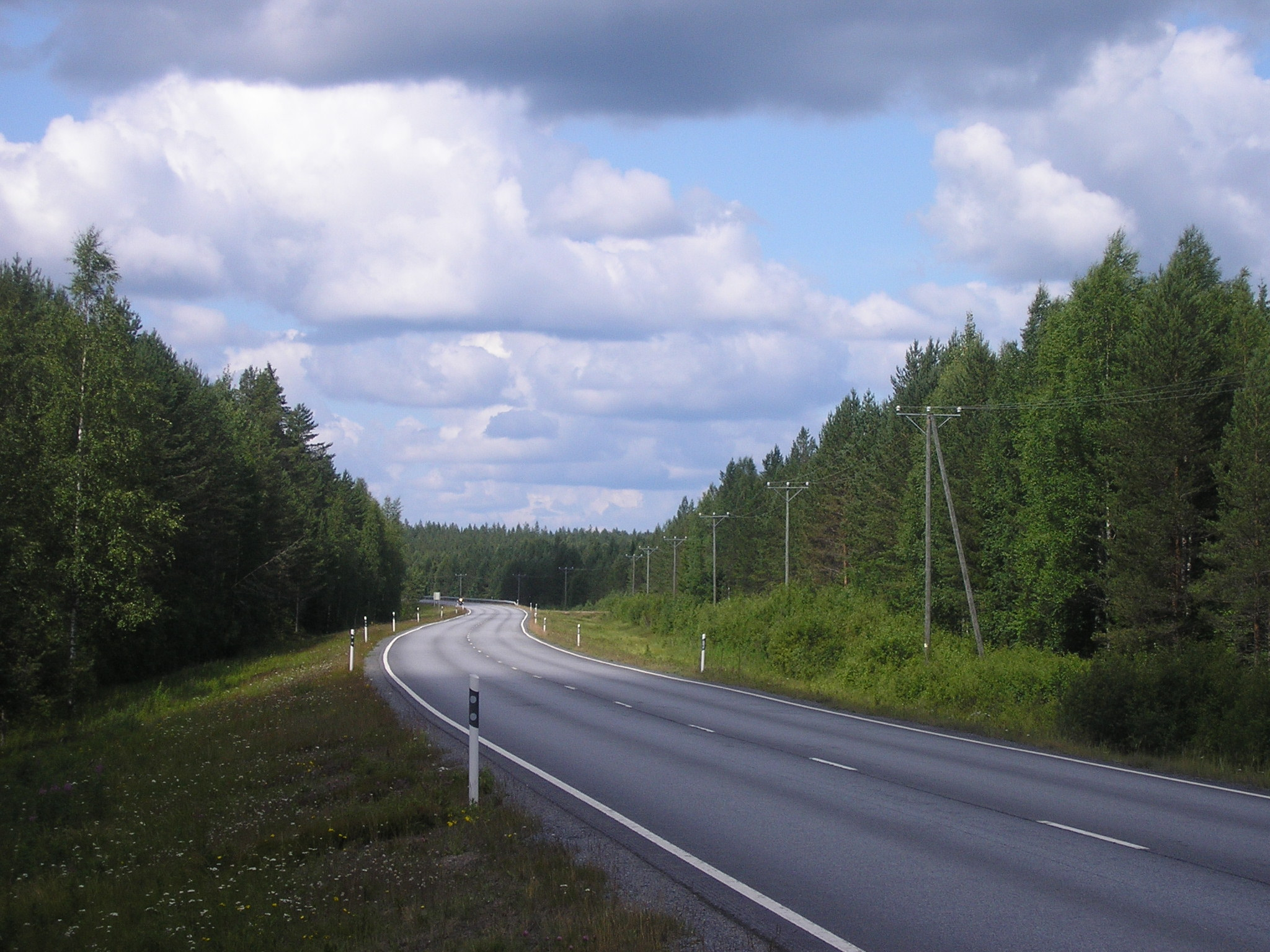
La Valtatie 23 nei pressi di Keuruu

La Valtatie 23 (in svedese Riksväg 23) è una strada statale finlandese. Ha inizio a Pori e si dirige verso est, attraverso il cuore della Finlandia, dove si conclude dopo 517 km nei pressi di Joensuu.

## Percorso
La Valtatie 23 tocca i comuni di Pomarkku, Kankaanpää, Jämijärvi, Parkano, Kihniö, Virrat, Keuruu, Petäjävesi, Jyväskylä, Laukaa, Hankasalmi, Pieksämäki, Joroinen, nuovamente Pieksämäki, nuovamente Joroinen, ancora nuovamente Pieksämäki, ancora nuovamente Joroinen, Varkaus, Leppävirta, Heinävesi e Liperi.